# 辛庆之
辛庆之（？—？），字庆之，一字余庆，陇西郡狄道县（今甘肃省定西市临洮县）人，北魏、西魏官员，封彭城侯。

## 生平
辛庆之家族世代为陇右有声望的族姓，父亲辛显崇是冯翊郡太守，死后获赠予雍州刺史。
辛庆之年少时以文学被征召到洛阳，对策考试获得第一名，出任秘书郎。当时尔朱氏叛乱，魏孝庄帝元子攸命令司空杨津出任北道行台，调度崤山以东各路军队讨伐尔朱氏。杨津启奏魏孝庄帝请求辛庆之出任行台左丞，参与谋划决策。到了邺城，听说魏孝庄帝突然死亡，辛庆之就前往兖州和冀州之间，谋求结交义士，拯救国家危难。很快魏节闵帝元恭登基，辛庆之才回到洛阳。普泰二年（532年），辛庆之升任平北将军、太中大夫。等到贺拔岳出任行台，又启奏魏节闵帝请求辛庆之出任行台吏部郎中、开府掾。辛庆之很快出任雍州别驾。
大统初年，辛庆之加号车骑将军，很快升任卫大将军、左光禄大夫。之后辛庆之跟随宇文泰东征，出任行台左丞。当时西魏刚刚收复河东郡，辛庆之以本官兼任盐池都将。大统四年（538年），东魏进攻正平郡并攻克，想要进攻盐池，辛庆之防卫做了准备，东魏军队撤退。河桥之战，西魏战败，黄河以北的太守县令都放弃城市撤退，辛庆之独自凭借盐池，抵抗强敌，当时的舆论都称赞他仁义英勇。大统六年（540年），辛庆之代理河东郡太守。大统九年（543年），辛庆之回朝出任丞相府右长史，兼任给事黄门侍郎，出任度支尚书。之后辛庆之再度代理河东郡太守，升任通直散骑常侍、南荆州刺史，加仪同三司。
辛庆之虽然官职恩遇隆厚，但是生性节俭朴素，车马和衣服不追求豪华奢侈。辛庆之志向和抱负宽和，有儒者的风度，特别受到当时舆论的推重。又因为辛庆之有学识且品行端正，西魏文帝元宝炬命令辛庆之和卢诞等人给西魏宗王们讲课。西魏废帝二年（553年），辛庆之出任秘书监，不久在任内去世。

## 家庭

### 子女
- 辛加陵，主寢上士
- 辛氏，嫁北周使持节、车骑大将军、仪同三司、大都督、弘农郡太守元世绪[1]

## 延伸阅读
[在维基数据编辑]
 《周書·卷39》，出自令狐德棻《周書》
 《北史·卷070》，出自李延壽《北史》